# Mario Laframboise
 (février 2025).
Si vous disposez d'ouvrages ou d'articles de référence ou si vous connaissez des sites web de qualité traitant du thème abordé ici, merci de compléter l'article en donnant les références utiles à sa vérifiabilité et en les liant à la section « Notes et références ».
Mario Laframboise, né le 7 novembre 1957 à Notre-Dame-de-la-Paix (Québec), est un notaire et homme politique canadien.
Membre du Bloc québécois jusqu'en 2011, il rejoint la Coalition avenir Québec en 2014. Élu député fédéral lors des élections de 2000 pour Argenteuil—Papineau—Mirabel, il quitte la Chambre des communes en 2011. Il entre à l'Assemblée nationale du Québec à la suite des élections provinciales de 2014 pour Blainville. Le 18 octobre 2018, il est nommé président du caucus du gouvernement provincial par le premier ministre, François Legault.

## Biographie

### Politique municipale
Maire de la municipalité de Notre-Dame-de-la-Paix de 1983 à 2000, Mario Laframboise est trésorier (1993-1995), premier vice-président (1995-1997) puis président de 1997 à 2000 de l’Union des municipalités du Québec (UMQ).

### Politique fédérale
Mario Laframboise est élu député d'Argenteuil—Papineau—Mirabel à la Chambre des communes du Canada en 2000, représentant le Bloc québécois. Il est réélu en 2004, 2006 et 2008. En 2011, il est défait par la néo-démocrate Mylène Freeman.
Il est porte-parole de son parti en matière de Transports, de l’Infrastructure et des Collectivités et également vice-président du comité permanent des Transports, de l'Infrastructure et des Collectivités.

### Politique provinciale
Le 15 avril 2012, François Legault, chef de la Coalition avenir Québec, annonce la candidature de Mario Laframboise dans la circonscription d'Argenteuil pour l'élection partielle québécoise de 2012. Celui-ci est troisième lors du scrutin. Il est également candidat lors des élections générales québécoises de 2012 sous la même bannière et termine également au troisième rang.
De nouveau candidat en 2014, mais cette fois dans la circonscription de Blainville, Mario Laframboise remporte la victoire avec 33,92 %, devançant ses adversaires libéraux et péquistes de plus de 1 900 voix. Il est le porte-parole de la CAQ en matière d'affaires municipales, d'occupation du territoire de 2014 à 2018 et responsable de la métropole et de l'Outaouais de 2015 à 2018.
Réélu lors des élections de 2018, il est nommé le 18 octobre 2018 président du caucus du gouvernement.
Il est nommé whip en chef du gouvernement au lendemain de la démission d'Eric Lefebvre au poste, le 17 avril 2024. François Jacques le remplace à son poste de président du caucus.

## Résultats électoraux
|                                                                                               | Nom                         | Parti              | Nombre de voix | %      | Maj.   |
| --------------------------------------------------------------------------------------------- | --------------------------- | ------------------ | -------------- | ------ | ------ |
|                                                                                               | Mario Laframboise (sortant) | Coalition avenir   | 21 149         | 49,4 % | 14 549 |
|                                                                                               | Frédéric Labelle            | Parti québécois    | 6 600          | 15,4 % | -      |
|                                                                                               | Éric Michaud                | Québec solidaire   | 5 987          | 14 %   | -      |
|                                                                                               | Alexandre Mercho            | Libéral            | 4 718          | 11 %   | -      |
|                                                                                               | Grace Daou                  | Conservateur       | 4 175          | 9,8 %  | -      |
|                                                                                               | Marie-France Hanna          | Démocratie directe | 140            | 0,3 %  | -      |
| Total                                                                                         | Total                       | Total              | 42 769         | 100 %  |        |
| Le taux de participation lors de l'élection était de 72,1 % et 601 bulletins ont été rejetés. |                             |                    |                |        |        |

|                                                                                               | Nom                         | Parti               | Nombre de voix | %      | Maj.   |
| --------------------------------------------------------------------------------------------- | --------------------------- | ------------------- | -------------- | ------ | ------ |
|                                                                                               | Mario Laframboise (sortant) | Coalition avenir    | 20 457         | 48,3 % | 12 375 |
|                                                                                               | Lucia Carvalho              | Libéral             | 8 082          | 19,1 % | -      |
|                                                                                               | William Lepage              | Québec solidaire    | 6 408          | 15,1 % | -      |
|                                                                                               | Gabriel Gousse              | Parti québécois     | 5 744          | 13,6 % | -      |
|                                                                                               | Valérie Fortier             | Vert                | 1 146          | 2,7 %  | -      |
|                                                                                               | Thierry Gervais             | NPD Québec          | 286            | 0,7 %  | -      |
|                                                                                               | Jean Bastien                | Citoyens au pouvoir | 254            | 0,6 %  | -      |
| Total                                                                                         | Total                       | Total               | 42 377         | 100 %  |        |
| Le taux de participation lors de l'élection était de 74,6 % et 761 bulletins ont été rejetés. |                             |                     |                |        |        |

|                                                                                               | Nom                     | Parti            | Nombre de voix | %      | Maj.  |
| --------------------------------------------------------------------------------------------- | ----------------------- | ---------------- | -------------- | ------ | ----- |
|                                                                                               | Roland Richer (sortant) | Parti québécois  | 12 449         | 38,5 % | 3 062 |
|                                                                                               | Lise Proulx             | Libéral          | 9 387          | 29 %   | -     |
|                                                                                               | Mario Laframboise       | Coalition avenir | 8 564          | 26,5 % | -     |
|                                                                                               | Yvan Zanetti            | Québec solidaire | 855            | 2,6 %  | -     |
|                                                                                               | Stephen Matthews        | Vert             | 653            | 2 %    | -     |
|                                                                                               | Patrick Sabourin        | Option nationale | 409            | 1,3 %  | -     |
| Total                                                                                         | Total                   | Total            | 32 317         | 100 %  |       |
| Le taux de participation lors de l'élection était de 74,3 % et 314 bulletins ont été rejetés. |                         |                  |                |        |       |

|                                                                                               | Nom               | Parti              | Nombre de voix | %      | Maj. |
| --------------------------------------------------------------------------------------------- | ----------------- | ------------------ | -------------- | ------ | ---- |
|                                                                                               | Roland Richer     | Parti québécois    | 6 631          | 36,4 % | 593  |
|                                                                                               | Lise Proulx       | Libéral            | 6 038          | 33,1 % | -    |
|                                                                                               | Mario Laframboise | Coalition avenir   | 3 905          | 21,4 % | -    |
|                                                                                               | Claude Sabourin   | Vert               | 549            | 3 %    | -    |
|                                                                                               | Yvan Zanetti      | Québec solidaire   | 500            | 2,7 %  | -    |
|                                                                                               | Patrick Sabourin  | Option nationale   | 238            | 1,3 %  | -    |
|                                                                                               | Jean Lecavalier   | Conservateur       | 189            | 1 %    | -    |
|                                                                                               | Georges Lapointe  | Indépendant        | 152            | 0,8 %  | -    |
|                                                                                               | Gérald Nicolas    | Équipe autonomiste | 26             | 0,1 %  | -    |
| Total                                                                                         | Total             | Total              | 18 228         | 100 %  |      |
| Le taux de participation lors de l'élection était de 42,5 % et 225 bulletins ont été rejetés. |                   |                    |                |        |      |